# Esbjerg Fredsbevægelse
Esbjerg Fredsbevægelse er en lokal, partipolitisk uafhængig forening i Esbjerg, som blev stiftet 3. marts 1980 under navnet "Esbjerg Fredskomité". Foreningen går ind for international, militær nedrustning og arbejder for
- at få fjernet våben, som ikke er nødvendige for at kunne opretholde lov og orden i verden (atomvåben, kemiske våben, biologiske våben, klyngevåben, anvendelsen af beriget uran, militarisering af rummet m.m.).
- at undgå, forebygge eller stoppe konflikter.
- at internationale aftaler om nedrustning skal overholdes og styrkes.

Det er foreningens opfattelse, at varig fred i øvrigt forudsætter økonomisk lighed, politisk frihed, social retfærdighed og en bæredygtig udvikling.
Esbjerg Fredsbevægelse har pt. ca. 40 medlemmer, men havde under den kolde krig en medlemsskare på over 300.

## Samarbejde
Esbjerg Fredsbevægelse tog initiativ til at forberede og danne Danmarks Fredsråd d. 28. februar 2003.
Esbjerg Fredsbevægelse er medlem af Det internationale Fredskontor (IPB), en fredsorganisation, der blev grundlagt i 1891-1892. Foreningen deltog i IPB's fredskonference i Athen, Triennial Conference and Assembly i oktober oktober 2003. Desuden deltog medlemmer af foreningen i den hidtil største internationale fredskonference i Haag i  maj 1999 sammen med ca. 10.000 ligesindede, som udvekslede ideer og forslag til fredsarbejdet. Denne konference vedtog Haag-appellen for fred, som siden har været det politiske grundlag for Esbjerg Fredsbevægelse. Esbjerg fredsbevægelse deltog i IPB's møde i Alexandria i 2007 og i 2008 afholder Danmarks Fredsråd IPB's rådsmøde i København, samtidig med at 100 året for Fredrik Bajer's modtagelse af Nobels Fredspris fejres 14.-16. november 2008.
Internationalt har Esbjerg Fredsbevægelse deltaget i kampagnen mod brug af landminer i International Campaign to Ban Landmines (ICBL) og deltager nu i kampagnen Abolition 2000, hvis tilstræbte mål er fjernelse af alle verdens atomvåben, samt den internationale kampagne "Nedrustning for Udvikling" gennem IPB.

## Aktiviteter
Esbjerg Fredsbevægelse agiterer for sine holdninger ved en række lokale arrangementer, som har omfattet 
- demonstrationer
- fakkeltog
- gadeteater  (fx  Lysistrate) og koncerter
- afholdelse af kurser, foredragsaftener, debatmøder og mindearrangementer
- lokale tv-udsendelser

Desuden uddeles en fredsavis til abonnenter.